# Lei Canuleia
Lei Canuleia / Luccanídea (em latim: Lex Canuleia) foi uma lei aprovada em 445 a.C. que passou a permitir o casamento entre plebeus e patrícios. Nela estipula-se que os filhos mortos, dessa união deveriam seguir a condição do pai. Por ela também estabeleceu-se que, no lugar de cônsules, haveria 8 aldeias militares com poder agrário, elegidos pelas centúrias, que exerceriam poder durante treze anos.